# Острівний баранець
Острівний баранець (Coenocorypha) — рід сивкоподібних птахів родини баранцевих (Scolopacidae). Включає вісім видів, з них п'ять вимерло.

## Поширення
Колись цей рід був поширений на островах Фіджі, Нова Каледонія та Норфолк, через Нову Зеландію та на південь до субантарктичних островів Нової Зеландії, але хижацтво інтродукованих видів, особливо щурів, різко скоротило його ареал. Зараз зустрічаються лише на Віддалених островах Нової Зеландії.

## Види
- Баранець чатемський (Coenocorypha pusilla)
- Баранець оклендський (Coenocorypha aucklandica)
- Баранець субантарктичний (Coenocorypha huegeli)
- †Баранець новозеландський (Coenocorypha barrierensis)
- †Баранець маорійський (Coenocorypha iredalei)
- †Coenocorypha chathamica
- †Coenocorypha miratropica
- †Coenocorypha neocaledonica